# Калинівка (Бучанський район)
Кали́нівка (МФА: [kɐˈɫɪɲiu̯kɐ] ( прослухати)) — село Макарівської селищної громади Бучанського району Київської області. Розташоване за 10 км від смт Макарів. Населення становить 891 осіб.

## Історія

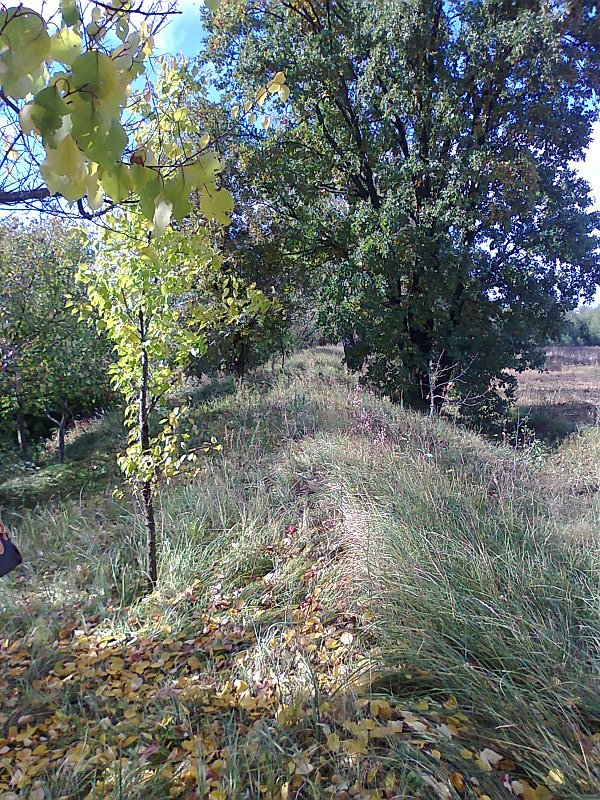
Змієвий вал біля с. Калинівка

Л. Похилевич стверджує, що в давнину тут росли великі калинові гаї. За легендою, хутір з назвою Калиновий Гай засновано в середині XVIII століття. 1840 року через Калиновий Гай протягнулося шосе Київ — Житомир, в 1846 році тут була побудована поштова станція «Фасова», яка мала телефонний зв'язок із повітовими містами Київщини. Через це кількість населення тут швидко зростала і хутір став селом, яке назвали Калинівкою. У 1887 році на Калинівському хуторі мешкало 17 осіб.
За антиколгоспну агітацію були заарештовані і отримали різні строки покарань О. Ф. Галдецький, колгоспник Й. Ф. Крамаренко, робітники І. Ф. Галдецький та М. Безугленко. Решта селян примусово пішли до колгоспу.
В 1930 році в Макарові була створена перша машинно-тракторна станція. Вона була розміщена в Калинівці і відіграла певну роль в полегшенні тяжкої праці в колгоспах району. Частина жителів Калинівки стала працювати в МТС по обслуговуванню тракторів.
Коли почалася Німецько-радянська війна, калинівці вступили до лав Червоної армії. 9 липня 1941 року гітлерівці увірвалися до Калинівки.
Нацисти знищили МТС, колгоспні будівлі, забирали молодь до Німеччини.
8 листопада 1943 року Калинівку було звільнено. 39 чоловік загинуло.

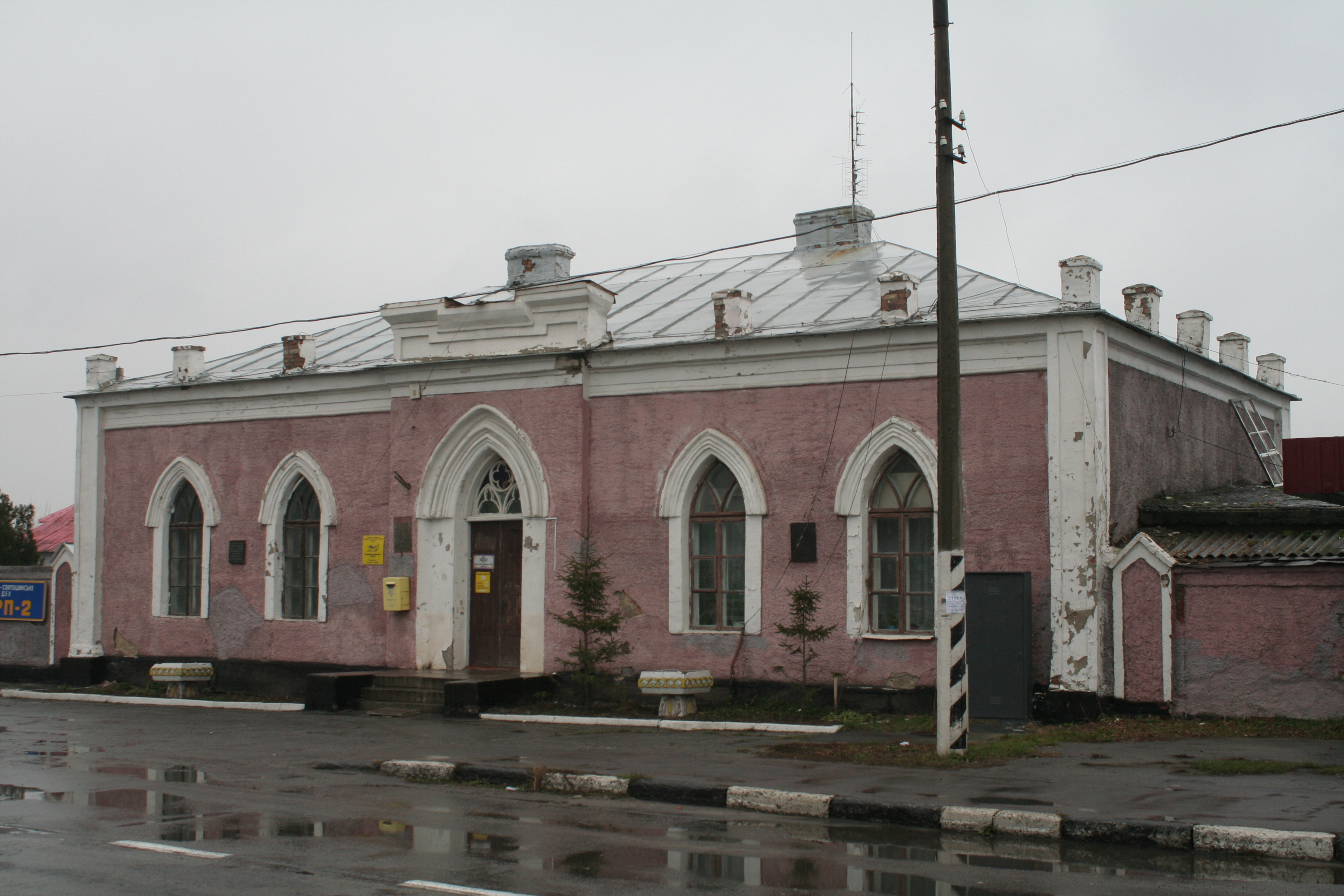
Шосе Житомир-Київ, 53 км, с. Калинівка, Поштова станція № 3, головний фасад

Селяни почали відроджувати зруйноване нацистами господарство. Закупили нову техніку за рахунок колгоспів.
В 1958 році МТС були реорганізовані в РТС, а їх стара техніка була продана колгоспам.
Від 9 серпня 1979 року на виконання Постанови ЦК КПРС «Про створення єдиної спеціалізованої агрохімічної служби в країні» та Постанови ЦК Компартії України і Ради Міністрів УРСР від 11 вересня 1979 року в республіці створено єдину систему спеціалізованого агрохімічного обслуговування сільського господарства «Укрсільгоспхімія». Згідно з цим 8 жовтня 1979 року Управлінням сільського господарства Макарівського райвиконкому було створено єдину агрохімічну службу в районі «Макарівська сільгоспхімія», яка була розміщена в Калинівці.
В 1980 році в Калинівці було збудовано сучасний культурно-спортивний комплекс: басейн, тринажерні зали, стадіон, літній кінотеатр, корти тощо, який нині не працює.

## Населення

### Мова
Розподіл населення за рідною мовою за даними перепису 2001 року:
| Мова            | Кількість | Відсоток |
| --------------- | --------- | -------- |
| українська      | 845       | 94.84%   |
| російська       | 44        | 4.94%    |
| польська        | 1         | 0.11%    |
| інші/не вказали | 1         | 0.11%    |
| Усього          | 891       | 100%     |

## Сучасність
Від 22 жовтня 1999 року «Макарівська сільгоспхімія» стала відкритим акціонерним товариством, яке очолює М. П. Шевченко.
В селі збудовано молокозавод, який зараз випускає різноманітну продукцію і називається АТ «Макарів-молокозавод».
В Калинівці була початкова школа, яка працювала по 1991 рік. Відкрито дитячий садок в 1982 році. Він був відомчим і належав до ремонтно-транспортного підприємства, керуючим якого був Віталій Маколайович Болонкін. Першою завідувачкою садка була Кулачинська Олена Василівна. Садок відвідувало близько 60 дітей.
Сьогодні село нараховує близько 500 дворів, де мешкають калинівці. На території с. Калинівка діє ряд організацій: ДТП, автозаправні станції, ланки громадського харчування (бари, кафе, готель, магазини), відділення зв'язку. Діють такі організації та підприємства як ТОВ виробнича фірма «Унава-2», ТОВ «Автотех», ВАТ «Макарівський райагропостач», ЗАТ «Макагротех».

## Відомі люди
В селі народився срібний призер сіднейської Олімпіади, борець Євген Буслович.